# بخش ورسای
بخش ورسای (به فرانسوی: Arrondissement de Versailles) یک بخش در فرانسه است که در ایولین واقع شده‌است.